# Mariano Puigllat Amigó
Mariano Puigllat Amigó (Tona, 26 de agosto de 1804 - Roma, 3 de febrero de 1870) fue un eclesiástico español, rector del seminario de Vich y obispo de Lérida.

## Biografía
Nació en Tona el 26 de agosto de 1804 y con tan solo 4 años su familia se trasladó a Moyá, aunque mantuvo las relaciones y su casa en Tona hasta la década de los 60 del siglo XIX.
Cursó sus estudios primarios de latín y humanidades en los escolapios de Moyá, desde donde pasó al seminario de Vich en el curso 1821-1822. 
Acabó las carreras de filosofía y teología en 1830 y se doctoró en 1831. 
Desde esta fecha hasta 1850 hizo de profesor en el seminario, hasta que pasó a ser el rector; cuando el seminario tenía el millar de estudiantes.
Uno de los méritos más destacados de Puigllat fue convertir el seminario en un prestigioso colegio de enseñanza secundaria, a lo que dedicó 40 años de su vida, primero como sacerdote y después como canónigo de la catedral. Estos grandes cambios se ven con el peso posterior de esta institución en la renaixença catalana, con personajes como Jacinto Verdaguer, Jaume Collell, Martí Genís i Aguilar, Joaquim Salarich i Verdaguer o Narcís Verdaguer i Callís.

### Episcopado
El 25 de octubre de 1861 fue nombrado obispo de Lérida y fue consagrado el 12 de octubre de 1862. 
A finales de noviembre de 1869 marchó a Roma para asistir al Concilio Vaticano I, convocado por el Papa Pío IX. 
Murió en Roma el 3 de febrero de 1870.

## Sucesión
| Predecesor: Pedro Cirilo Uriz Labayru | Obispo de Lérida 1862 - 1870 | Sucesor: Tomás Costa y Fornaguera |

- Datos: Q19301088